# Antonija Höffern
Antonija Höffern (r. Baraga), slovenska učiteljica, * 4. februar 1803, Knežja vas (Grad Mala vas), † 21. maj 1871, Ljubljana. 

## Življenje in delo
Antonija Höffern se je rodila na Gradu Mala vas v Knežji vasi kot najmlajši otrok v družini Baraga. Po smrti staršev (1812) jo je skupaj z njenimi sorojenci vzgajal jurist in laični profesor Jurij Dolinar. Leta 1824 se je poročila z ljubljanskim finančnim uradnikom Feliksom von Höffernom. Ta je umrl leta 1830, po njegovi smrti pa je Antonija veljala za zaročenko Matije Čopa. 
Po Čopovi smrti je šla v Ameriko k svojemu bratu Frideriku Baragi, ki je potreboval pomoč pri poučevanju in gospodinjenju. Ko se je ta leta 1827 vračal iz domovine v Ameriko, je preko Pariza odšla z njim in za nekaj časa ostala na otoku Mackinac, nato pa v kraju La Pointe, Wisconsin. Leta 1839 se je zaradi bolezni odpravila v Filadelfijo na zdravljenje. Tam je ustanovila zavod za dekleta (Ladies Institute) in s sodelavcema učila ženska ročna dela, glasbo ter angleški, nemški, francoski, italijanski in španski jezik. Inštitut je zaradi finančnega neuspeha razpustila. Preselila se je v Rim, kjer je več let vodila enak zavod. V času svojega bivanja v tujini se je odvrnila od vere. V zadnjem obdobju svojega življenja se je vrnila v Ljubljano, kjer je kot popolna ateistka živela v izjemno skromnih okoliščinah in umrla leta 1871. Velja za prvo Slovenko, ki je emigrirala v Združene države Amerike.